# Opération Beit ol-Moqaddas
Guerre Iran-Irak
Batailles
- Opération Kaman 99
- Bataille de Khorramchahr
- Siège d'Abadan
- Opération Morvarid

- Bataille de Nasr
- Attaque sur H-3

- Opération Samen-ol-A'emeh
- Victoire Indéniable
- Beit ol-Moqaddas
- Ramadan

- Opération Anfal
- Valfajr 2
- Valfajr 6
- Badr
- 1re bataille d'Al Faw
- Kerbala 5 et 6
- Nasr 4

- Opération Nous nous en remettons à Dieu
- Opération Mersad

- Opération Sugar
- Opération Earnest Will
- Opération Prime Chance
- Opération Eager Glacier
- Incident de Bridgeton
- Opération Praying Mantis

- Opération Opéra (raid israélien)
- Incident de l’USS Stark
- Vol Iran Air 655

L’opération Beit ol-Moqaddas est une opération militaire iranienne menée du 24 avril au 22 mai 1982 pendant la guerre Iran-Irak. Véritable succès, elle permet de sécuriser la ville de Khorramshahr de la présence irakienne. Couplée avec l'opération Tariq al-Qods et l'opération Victoire Indéniable, elle conduit à repousser les Irakiens hors du sud de l'Iran.
Les nombres des pertes iraniennes et irakiennes ne sont pas connus mais il est probable qu'elles soient similaires, les deux camps ayant disposé d'un rapport de force équitable (artillerie et soutien aérien équivalents).
Les Iraniens célèbrent chaque année l'anniversaire de la libération de Khorramshahr,.

## Contexte historique
Le 22 septembre 1980, Saddam Hussein déclare la guerre à l'Iran et envahit le sud du pays avec pour objectif de contrôler le Chatt-el-Arab, les opérations n'ayant pas lieu ailleurs sur la frontière irako-iranienne. Fort de ce succès initial, il ordonne à ses troupes de se retrancher. Les Iraniens mettent alors au point une série d'opérations de contre-offensives afin de déloger les forces irakiennes du sud de l'Iran.

## Déroulement de l'opération
Les Iraniens mobilisent pas moins de 70 000 combattants qui prennent la région de Ahvaz-Susangerd. Les Irakiens battent en retraite et préparent des positions défensives à Khorramshahr. 
Le 20 mai, les Irakiens tentent une contre-offensive qui est cependant repoussée par l'armée iranienne. Le 22 mai, la ville stratégique portuaire de Khorramshahr est libérée. 12 000 soldats irakiens sont capturés ainsi qu'une quantité considérable de matériel militaire.
Des appels à un cessez-le-feu dans la guerre Iran-Irak ont été lancés trois jours après la libération de Khorramshahr, et les dirigeants des deux pays ont commencé à discuter d'une telle possibilité.